# Stanislava Jonášová-Hájková
Stanislava Jonášová-Hájková (22. září 1904 Nusle – 23. února 1985 Praha) byla česká historička, bibliografka a pedagožka.

## Životopisné údaje
Narodila se 22. září 1904 v Nuslích u Prahy v rodině lékaře, měla ještě dva mladší bratry Karla a Václava.
Už v základní škole byla vynikající žačkou s výborným prospěchem. Po základní škole začala studovat na Městském reálném gymnasiu dívčím v Praze (Minervě), které během jejího studia bylo přejmenováno na Městské reálné gymnasium dívčí "Krásnohorská". Jedním z vyučujících byl katecheta Jindřich Skopec (1873-1942). Tento středoškolský profesor, kněz, literární archivář a historik ji přivedl k historickému bádání, budoucímu učitelskému povolání a k zájmu o lidového písmáka Františka Jana Vaváka. Absolvovala gymnázium v roce 1923 s vysvědčením "dospěla s vyznamenáním a je uznaná k návštěvě university".
V roce 1923 začala studovat jako řádný posluchač Filozofickou fakultu Karlovy univerzity, kombinaci dějepis - zeměpis. Navštěvovala seminář Josefa Pekaře a byla jednou z jeho oblíbených studentek, účastnila se Pekařových výletů (především na Pekařovo rodné Turnovsko). Turnovska se týkala i její dizertační práce "Vavákovo pojetí českých dějin", která vyšla v roce 1929 v Českém časopise historickém. Vysokoškolská studia s titulem PhDr. dokončila promocí 15. 6. 1928, současně získala potvrzení o způsobilosti k vyučování dějepisu a zeměpisu pro střední školy.
V roce 1931 se provdala za středoškolského profesora, geologa, kartografa a knihovníka pražské Universitní knihovny RNDr. Ladislava Jonáše (1902-1962). Společně vychovali jednoho syna.

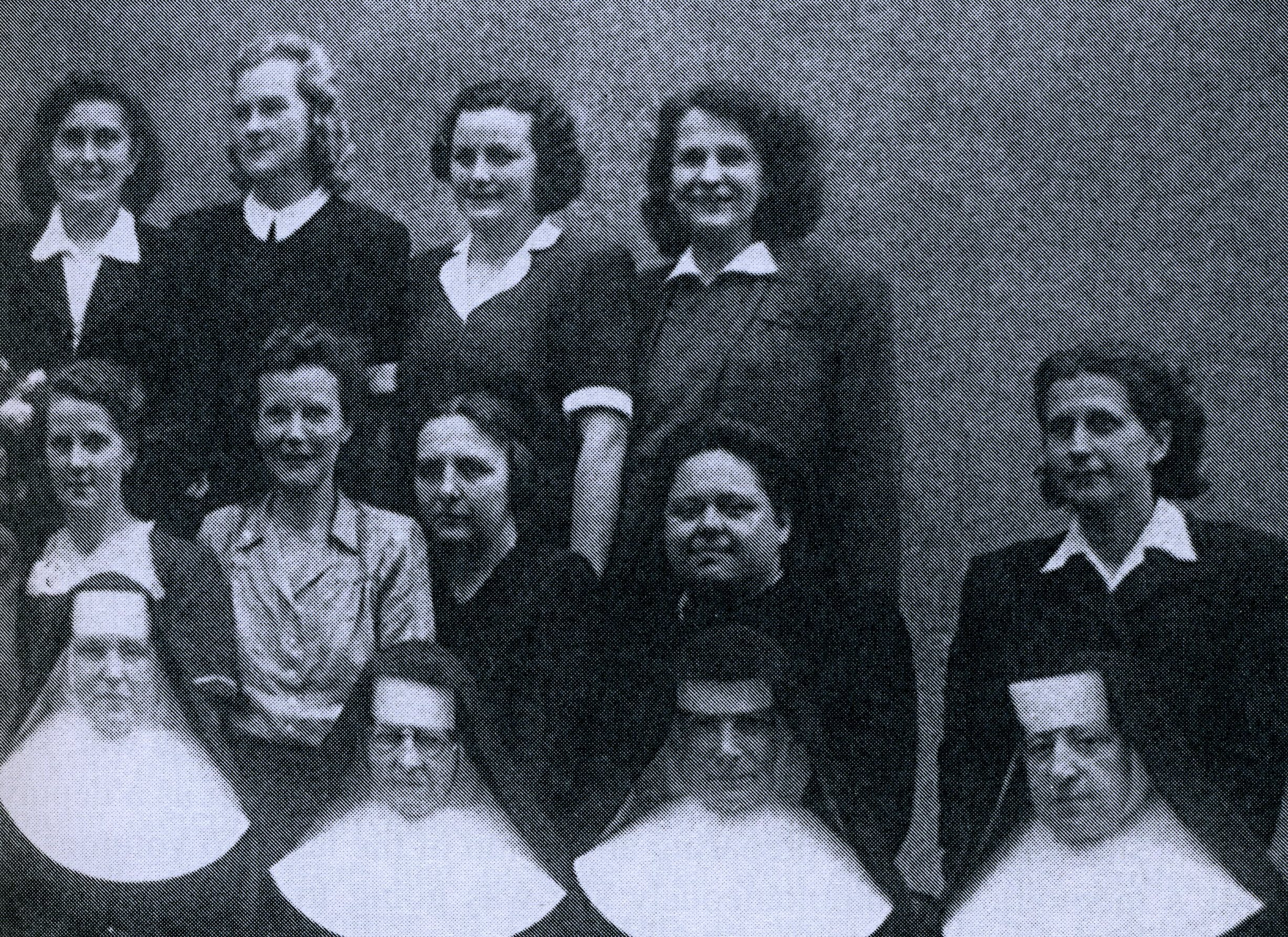
Učitelky na gymnáziu sv. Voršily, Stanislava Jonášová v prostřední řadě uprostřed; Foto z Archivu Národního muzea, osobní fond Stanislava Jonášová-Hájková, inv. č. 9/1-2

Zemřela 23. února 1985 v Praze.

## Profesní život
Její vyučující na gymnasiu a později také kolega na dívčím gymnasiu Jindřich Skopec byl editorem Pamětí Františka Jana Vaváka, souseda a rychtáře Milčického z let 1770 - 1816. Závěrečné díly (šestá a sedmá kniha) za období 1810-1816 edičně a k vydání připravila Stanislava Jonášová-Hájková (vyšlo až po její smrti v roce 2009).
Své pedagogické působení zahájila 1. září 1930 na Městském dívčím reálném gymnasiu "Krásnohorská" jako prozatímní profesorka. Od druhé poloviny 30. let učila na Řádovém dívčím reálním gymnasiu u sv. Voršily v Praze v Ostrovní ulici dějepis a zeměpis, od 1. září 1945 byla zástupkyní ředitelky. Po únorovém převratu v roce 1949 bylo církevní gymnázium zrušeno a Stanislava Jonášová-Hájková měla nadále zákaz vyučovat.

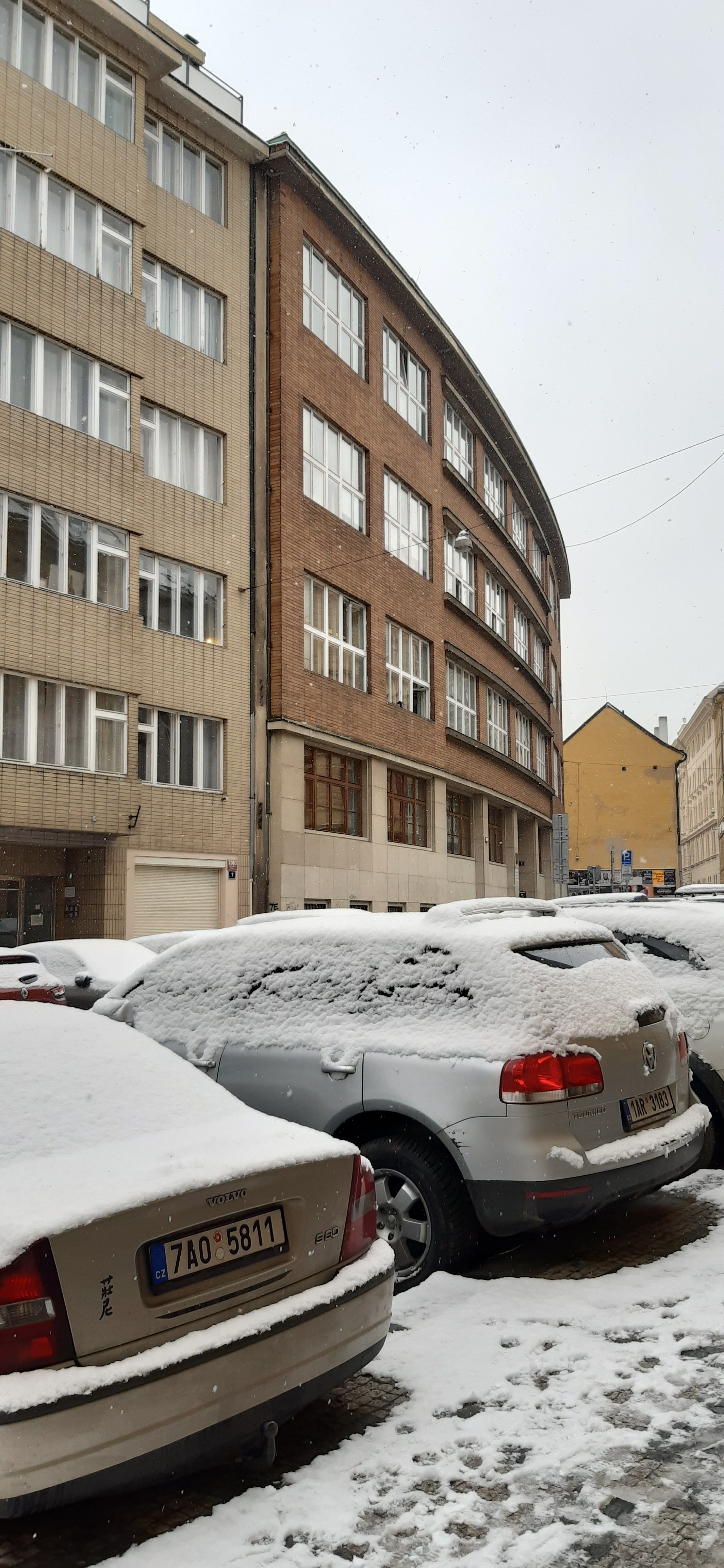
Dívčí gymnasium sv. Voršily v Praze, dnes Základní škola sv. Voršily

V roce 1929 hledal Historický klub, vydavatel Bibliografie české historie, nového redaktora. Doporučena byla žačka prof. Josefa Pekaře Stanislava Jonášová-Hájková. Od roku 1931 se věnovala kromě své pedagogické činnosti také bibliografii. Výrazně napomohla k udržení kontinuity historické bibliografie v meziválečném i poválečném období. Bibliografii začala zpracovávat v Historickém klubu a ve Státním ústavu historickém, od roku 1955 byla pracovnicí Historického ústavu ČSAV.
Autorsky se podílela na svazcích za léta 1927-1936, bibliografie za léta 1937-1941 vyšla až v roce 1951. Mezera za léta 1942-1954 nebyla dosud vyplněna. Tým odborníků v Historickém ústavu měl v době jejího působení tři bibliografy, dva v Historickém ústavu v Praze, jednoho v Historickém ústavu Slovenské akademie věd. Poslední svazek, na kterém se Stanislava Jonášová - Hájková podílela, byl za léta 1959-1960 vydaný v roce 1964.
Po zákazu vyučovat na jaře 1949 na přímluvu přátel, mezi jinými i svého bývalého profesora Zdeňka Nejedlého, mohla po prázdninách nastoupit ve Státním ústavu historickém pro oblast bibliografie historických věd. Současně vedla archiv Národní rady badatelské, po vzniku Historického ústavu ČSAV byla Národní rada badatelská včleněna do tohoto ústavu. V roce 1958 přešla do Kabinetu pro studium díla Zdeňka Nejedlého ČSAV a zpracovala personální bibliografii Zdeňka Nejedlého vydanou v roce 1959.
V letech 1959-1969 působila jako vědecká pracovnice Muzea Aloise Jiráska a Mikoláše Alše v Praze, byla správkyní písemné pozůstalosti Aloise Jiráska. V jeho fondu nalezla balíček 50 nezpracovaných Vavákových autografů z let 1769-1814, které Jirásek pravděpodobně získal koupí od Vavákových potomků. V těchto letech publikovala několik dalších studií o Františku Janu Vavákovi.
V šedesátých letech se vrátila do vědeckého dění nejen jako autorka, ale i jako přednášející v Historickém klubu a Společnosti Národního muzea.

## Osobní fond
Osobní fond (5 kartonů) je uložen v Archivu Národního muzea v Praze.

## Dílo
- JONÁŠOVÁ-HÁJKOVÁ, Stanislava. Bibliografie české historie za léta 1930-1932. Praha: Historický klub, 1934.
- JONÁŠOVÁ-HÁJKOVÁ, Stanislava. Bibliografie české historie za léta 1933-1934. Praha: Historický klub, 1936.
- JONÁŠOVÁ-HÁJKOVÁ, Stanislava. Bibliografie české historie za rok 1935. Praha: Historický klub, 1937.
- JONÁŠOVÁ-HÁJKOVÁ, Stanislava. Bibliografie české historie za rok 1936. Praha: Historický klub, 1938.
- JONÁŠOVÁ-HÁJKOVÁ, Stanislava. Bibliografie české historie za léta 1937-1941. Praha: Historický klub, 1951. 930 s.
- JONÁŠOVÁ-HÁJKOVÁ, Stanislava. Bibliografie díla Zdeňka Nejedlého. Praha: ČSAV, 1959.
- JONÁŠOVÁ-HÁJKOVÁ, Stanislava. F. J. Vavák. Český lid: časopis pro dějiny venkova a národopis, 1946, roč. 1, č. 8, s. 113-114.
- JONÁŠOVÁ-HÁJKOVÁ, Stanislava. Vavák a heraldika. Heraldika : bulletin pro základní historické vědy. Jílové u Prahy: Okresní muzeum Praha-západ, 1972, roč. 5, č. 4, s. 157.
- JONÁŠOVÁ-HÁJKOVÁ, Stanislava. Vavák a jeho pojetí českých dějin. [Část] 1., 2., 3. Český časopis historický, 1929, č. 2, s. 325-380, č. 3-4, s. 548-602.
- JONÁŠOVÁ-HÁJKOVÁ, Stanislava. Vlastní životopis F. J. Vaváka. Středočeský sborník historický / Praha: Státní oblastní archiv v Praze ve spolupráci s okresními archivy Středočeského kraje Sv. 13, č. 2 (1978), s. 225-258.
- JONÁŠOVÁ-HÁJKOVÁ, Stanislava. Za P. Jindřichem Skopcem. Lidové listy, 1942, 13.5, s. 2.
- JONÁŠOVÁ-HÁJKOVÁ, Stanislava, Lumír NESVADBÍK a Anna ŠKORUPOVÁ. Bibliografie československé historie za rok 1955. Praha: Nakladatelství Československé akademie věd, 1957. 194 stran.
- JONÁŠOVÁ-HÁJKOVÁ, Stanislava, Lumír NESVADBÍK a Anna ŠKORUPOVÁ. Bibliografie československé historie za rok 1956. Praha: Nakladatelství Československé akademie věd, 1959. 222 stran.
- JONÁŠOVÁ-HÁJKOVÁ, Stanislava, Lumír NESVADBÍK a Anna ŠKORUPOVÁ. Bibliografie československé historie za rok 1957. Praha: Nakladatelství Československé akademie věd, 1960. 327 stran.
- JONÁŠOVÁ-HÁJKOVÁ, Stanislava a Josef KLIK. Bibliografie československé historie za léta 1927-1929. Praha: Historický klub, 1931.
- JONÁŠOVÁ-HÁJKOVÁ, Stanislava, Lumír NESVADBÍK a Anna ŠKORUPOVÁ. Bibliografie československé historie za rok 1958. Praha: Nakladatelství ČSAV, 1962. 319 s.
- JONÁŠOVÁ-HÁJKOVÁ, Stanislava, Lumír NESVADBÍK a Anna ŠKORUPOVÁ. Bibliografie československé historie za léta 1959-1960. Praha: Nakladatelství ČSAV, 1964. 555 stran.
- JONÁŠOVÁ-HÁJKOVÁ, Stanislava a Dana SVOBODOVÁ. Vavákův spisek z roku 1772 o české minci. In: Časopis Národního muzea. Historické muzeum. Praha: Orbis, 1971, roč. 140, č. 2 , s. 101-117.
- VAVÁK, František Jan, Stanislava JONÁŠOVÁ-HÁJKOVÁ a Martin KUČERA. Paměti Františka Jana Vaváka, souseda a rychtáře milčického z let 1770-1816.. Kniha VI-VII (1810-1816). Editorka Stanislava Jonášová, k vydání připravil Martin Kučera. V Praze: Karolinum, 2009. 484 s. (Prameny k dějinám českého myšlení; 11) ISBN 978-80-246-1482-3Bibliografie české historie za léta 1927-1929, obálka

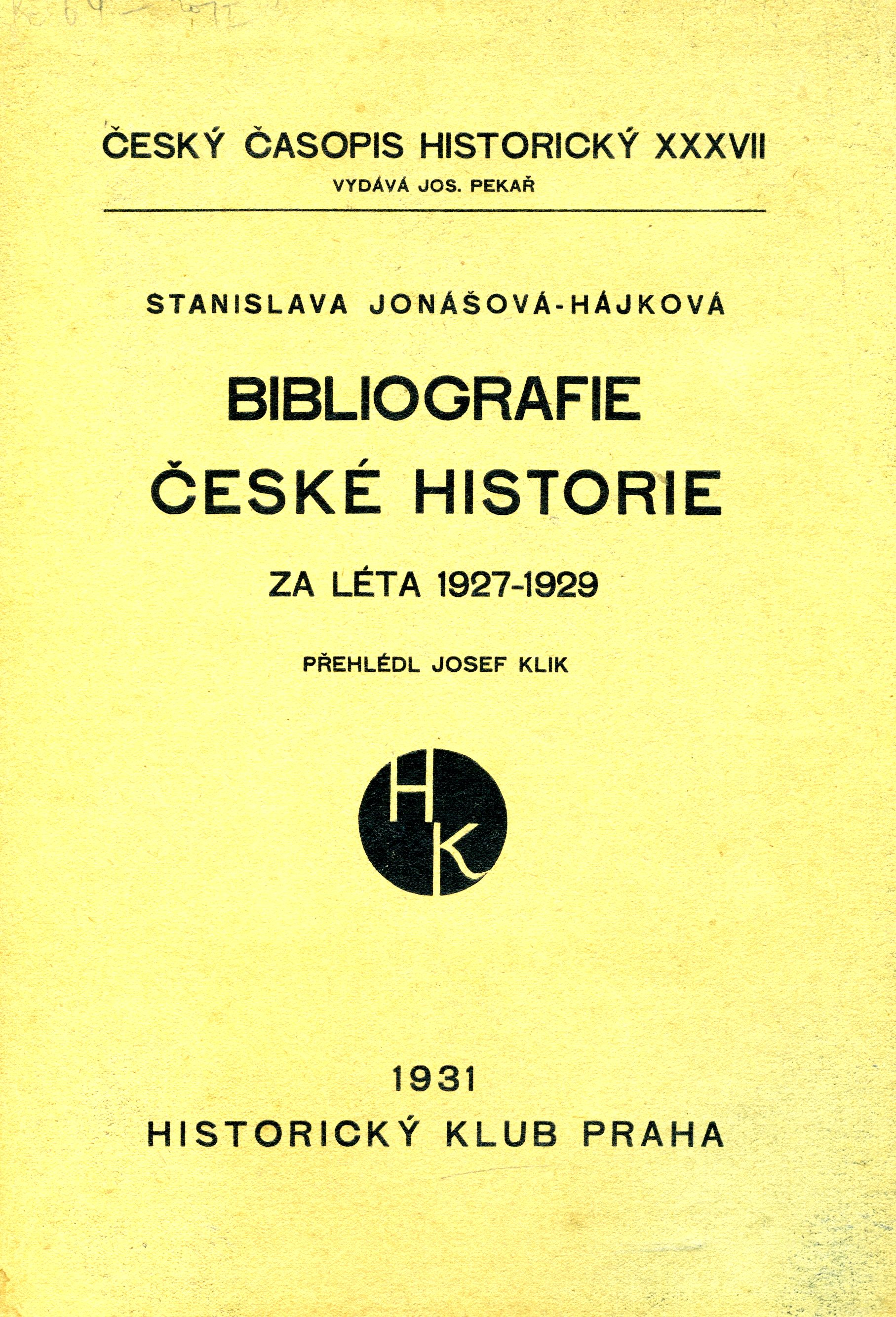
Bibliografie české historie za léta 1927-1929, obálka